# 菊島隆三
菊島 隆三（きくしま りゅうぞう、本名：菊島 隆蔵、1914年1月28日 - 1989年3月18日）は、日本の脚本家。山梨県甲府市出身。日本ペンクラブ、日本シナリオ作家協会、日本演劇協会、日本文芸家協会所属。

## 来歴・人物

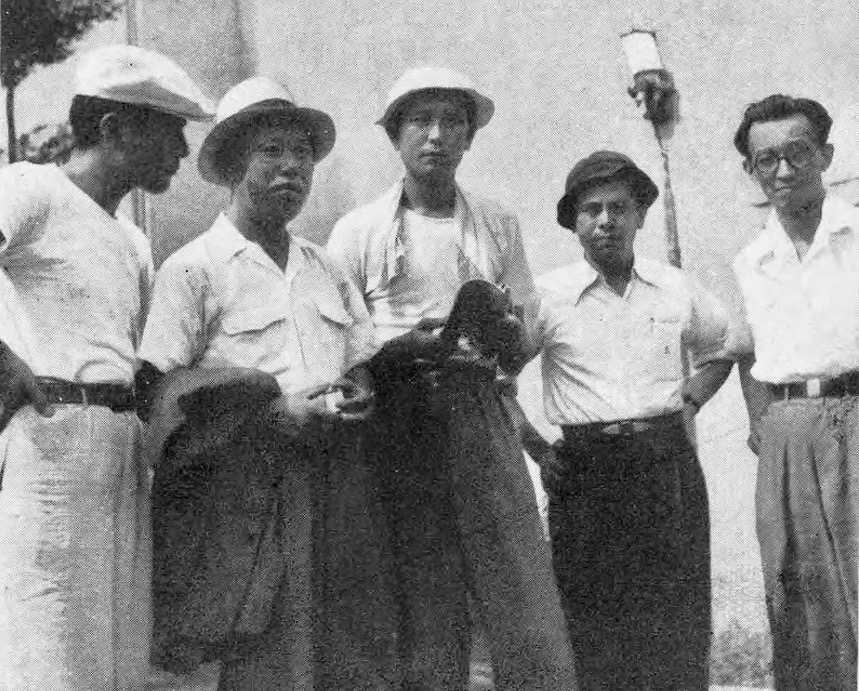
『野良犬』（1949年）の制作を記念して撮影された写真。左から三船敏郎、志村喬、黒澤明、菊島隆三、本木荘二郎。

- 甲府の実家は八日町の織物問屋で、菊島家の次男として誕生する。
- 甲府商業高校を経て文化学院に進むもなじめず1933年に中退。1934年長兄が亡くなったので家業を継いだ[1]。菊島は野球少年であり、東宝でも野球チームに所属していた。
- 1941年、戦時統制令のため廃業、府県繊維統制会社経理課長に転じる[1]。
- 戦時中は県繊維協会の社員として、会計の仕事に従事。帳簿を読むことが出来、この仕事で経済感覚を身につけた。
- 戦時中、将校に殴られたことがあり、以来カーキ色の軍服を忌み嫌っていた。この反骨心が後年の『兵隊やくざ』の執筆に大きく影響している。型破りな兵隊を描く執筆が非常に愉快だったと、菊島は叙述している。
- 1945年7月の空襲で土蔵を除く全てを失ったことから、好きな演劇か映画の道で再起を図ることを決意[1]。
- 家庭の事情で織物問屋を廃業する。蔵を売って上京。父の建てた蔵を売ってしまった負い目と、シナリオで身を立てる覚悟から名前を「隆蔵」から「隆三」へと改める。
- 旧知の女優、花井蘭子を介して八住利雄にオリジナルのシナリオを読んでもらい、これがきっかけで八住に師事。八住の紹介で1947年に東宝撮影所の脚本部に入社する。
- 菊島のシナリオの執筆のスタイルは「ハコ書き」重視派であり、構成に最も多くの時間を割いていた。シナリオを建築に例え、「骨組みががっしりしていないと弱い作品しか生まれない」と述べている。また、菊島は盟友橋本忍が舌を巻くほど、芝居捌きが上手かったという。（芝居捌きとは、物語を破綻させないための仕掛けや設定のこと）また橋本が『私は貝になりたい』をリライトした背景には菊島の作品評価があってのことだった。
- 1949年にフリーとなり『野良犬』でデビューする。黒澤明に抜擢された嬉しさの余り、電車を乗り過ごしてしまったという。以降、黒澤と多くコンビを組み、橋本忍、小国英雄らとともに黒澤作品の脚本を執筆した。
- 『醜聞』の脱稿後にカリエスを患い、1年半もの長期間、寝たきりの生活を余儀なくされる。さらに最初の妻にも見切りをつけられ、実弟の死など不幸が重なり、人生で最も辛い時期を過ごした。
- 黒澤作品『天国と地獄』において捜査の重要な手掛かりになる、権藤の息子が書いた絵は、かつて菊島が暮らしていた湘南からの風景がアイデアの源になった。
- 東宝入りから間もない頃、撮影所で原節子を見かけて魅了された。「いつか自分の作品に出演してもらいたい」と願っており、森繁久彌主演の『ふんどし医者』でそれが実現した。
- 黒澤プロダクション発足後は、取締役としてプロデュースなども務めた。
- 『トラ・トラ・トラ!』の黒澤監督降板事件の後、黒澤プロから離れる。菊島は黒澤プロの役員として降板前後の処理に奔走したが、黒澤自身からは深い恨みを買う結果となった。諸説あるが、黒澤を蚊帳の外に置き「黒澤が精神に異常を来たしたため降板する」と黒澤プロが発表したため、健常で（ただし、ノイローゼ気味だったという複数の証言あり）日本と同じように演出を行なっていた黒澤には寝耳に水で、菊島ら役員に「裏切られた」と受け取ったともいわれる（菊島らは監督降板による訴訟や莫大な違約金を黒澤プロが回避するため、やむをえない手段をとった）。ただし、この説も憶測の域を出ず、菊島は真相を語らないままこの世を去った。いずれにしても、日米の文化、映画製作のプロセスの違いが引き起こした結果であることは間違いない。
- 執筆にはオリベッティ製のカナタイプを使用していた。『暴走機関車』の執筆でホテルに篭った際、ダイアログの手伝いに来たアメリカの脚本家シドニー・キャロルが、ものすごいスピードでタイプを打っていたが、黒澤、小國、菊島は鉛筆書きだった。「まるで竹槍と機関銃」だと思い、以来、カナタイプを使用することになったという。
- 内容が真に迫りすぎて、お蔵入りになった作品がある。松山事件を扱った『ある日本人』と政財界汚職を扱った『汚れた手』である。尚、この2作品は「菊島隆三シナリオ選集」に掲載されている。菊島の調査能力の高さがうかがえるエピソードである。
- 清川虹子主演の『女侠一代』は菊島の自宅を訪れた、清川と藤間紫の膝づめ談判によって実現した作品であり、菊島が脱稿した生原稿を受け取った清川は、その晩、原稿を抱いて眠ったという。
- 晩年は日本大学芸術学部の教授として、シナリオの講義を行ない後進の指導にあたっていた。
- フランキー堺が映画化を熱望した『写楽』のシナリオにも関わっていた。タイトルは『写楽道中』ただし、映画化実現は菊島の死去から6年後であり、別の脚本家に交代している。
- 1989年3月18日、入院先の目黒区の病院で死去。肝臓癌だった。目黒区の正覚寺にて葬儀が行われ、師匠の八住が弔辞を読み、自分より早く逝った弟子の菊島を悼んだ。
- 死後、菊島の遺言に従って、年間に発表されたすべての映像作品の脚本の中から、最も優れた作品を、脚本家が選びその作者を顕彰する「菊島隆三賞」が創設された。創設資金は菊島個人の遺産の一部が寄付されたものである。2017年4月、賞の運営をしていたシナリオ作家協会より、菊島隆三賞の終了がアナウンスされ、19回の歴史に幕を降ろした。
- 男性らしい骨太な作品が多いが、『女が階段を上る時』や『父と子』など、ホームドラマ風の作劇にも卓越した腕前を発揮した。
- 脚本家の山田太一は『野良犬』に大変な感銘を受けたとインタビューで語っている。また、この作品は題材探しで警察署に張り付いていた菊島が刑事から偶然聞いた「拳銃を失くすやつがいて困る」という話が発端となり、誕生したものである。
- 脚本家として、各映画会社の作品を満遍なく書き連ね、黒澤作品にとどまらず、川島雄三、稲垣浩、成瀬巳喜男作品でも良作、佳作を数多く残している。オリジナル脚本に強いこだわりがあり、原作・脚本を兼ねる作品も多数ある。落盤事故を扱った『どたんば』や『超高層のあけぼの』など社会派ライターとしての側面もまた、菊島の持ち味として特筆に値する。菊島の作品は時代や国境を超える普遍性を持っており、しばしば国内外の映画、ドラマでリメイク作品が製作されている。
- 生前、菊島から未発表脚本を託されていた保坂延彦は、2020年「広島の二人」という広島原爆をテーマにした小説を上梓した。
- 墓所は豊島区慈眼寺。

## 作品

### 主な脚本映画
★印は黒澤明監督作品。
- ★野良犬（1949年、新東宝）
- ★醜聞（1950年、松竹）
- 男ありて（1955年、東宝）
- 王将一代（1955年、新東宝）
- ★蜘蛛巣城
- 気違い部落（1957年、松竹）
- ★隠し砦の三悪人
- 日本誕生
- 女が階段を上る時
- ★悪い奴ほどよく眠る
- ★用心棒
- ★椿三十郎
- ★天国と地獄
- ★赤ひげ
- イチかバチか (1963年、東宝)
- 兵隊やくざ (1965年、大映) 主演：勝新太郎
- 春日和 (1967年、松竹)
- 闇を裂く一発（1968年、大映）
- あゝ海軍（1969年、大映）
- トラ・トラ・トラ!
- 黒の斜面（＊原作、1971年、松竹）
- 超高層のあけぼの（＊原作）
- パリの哀愁 (1976年)
- 国士無双
- 竹取物語
- 父と子
- 悪女の季節

### テレビドラマ
- どたんば（1956年、NHK）
- 七日間の休暇（1957年・1965年、NHK）
- 娘ということ（1957年、NHK）
- 三面記事の女（1958年、NHK）
- 人間動物園（1958年、NHK）
- あるぷす物語（1959年、NET）
- 人生の弾痕（1961年、NHK）
- 選挙参謀（1961年、関西テレビ）
- 遠い一つの道（1962年、TBS）
- 夜の波紋（1961年、フジテレビ）
- 男ありて（1963年、フジテレビ / 1964年、日本テレビ）
- 嘘と嘘（1963年、関西テレビ）
- 国定忠治（1964年、フジテレビ）
- 剣（1967年 - 1968年、日本テレビ）
- お庭番（1968年、日本テレビ）
- たこたこあがれ（1969年、日本テレビ）
- 孤独のメス（1969年、TBSテレビ）
- 女が階段を上る時（1970年、日本テレビ）
- 八州犯科帳（1974年、フジテレビ）
- 丹下左膳 こけ猿の壷篇（1974年 - 1975年、読売テレビ）
- はぐれ刑事（1975年、日本テレビ・国際放映） - 脚本監修
- 悪夢 恋人たちの25時（1977年、テレビ朝日）
- 甦える日日（1979年 - 1980年、日本テレビ）
- 夜の足音（1980年、TBSテレビ）
- いま、いのち満ちて（1981年、読売テレビ）
- 茜色の坂（1981年、朝日放送）
- 松本清張スペシャル・黒の回廊（1984年、日本テレビ）
- 愛ありて、夢ありてこそ（1986年、読売テレビ）
- 夏樹静子の過失（1989年、福岡放送）

ほか

## 受賞歴
- 1949年 - シナリオ賞
- 1950年 -シナリオ賞
- 1954年 - シナリオ賞
- 1955年 - シナリオ賞、ブルーリボン賞脚本賞
- 1956年 - シナリオ賞、ブルーリボン賞脚本賞、芸術祭文部大臣賞
- 1957年 - シナリオ賞、ブルーリボン賞脚本賞
- 1960年 - シナリオ賞
- 1961年 - シナリオ賞
- 1962年 - シナリオ賞
- 1963年 - シナリオ賞
- 1964年 - シナリオ賞特別賞、毎日映画コンクール脚本賞、京都市民映画祭脚本賞、サンケイ国民映画祭脚本賞
- 1965年 - シナリオ賞、エドガー・アラン・ポー賞
- 1980年 - 紫綬褒章
- 1981年 - 勲四等旭日小綬章
- 1987年 - 勲四等旭日小綬章
- 1989年 - 前田晃文化賞